# Кам'яний ніж-серп

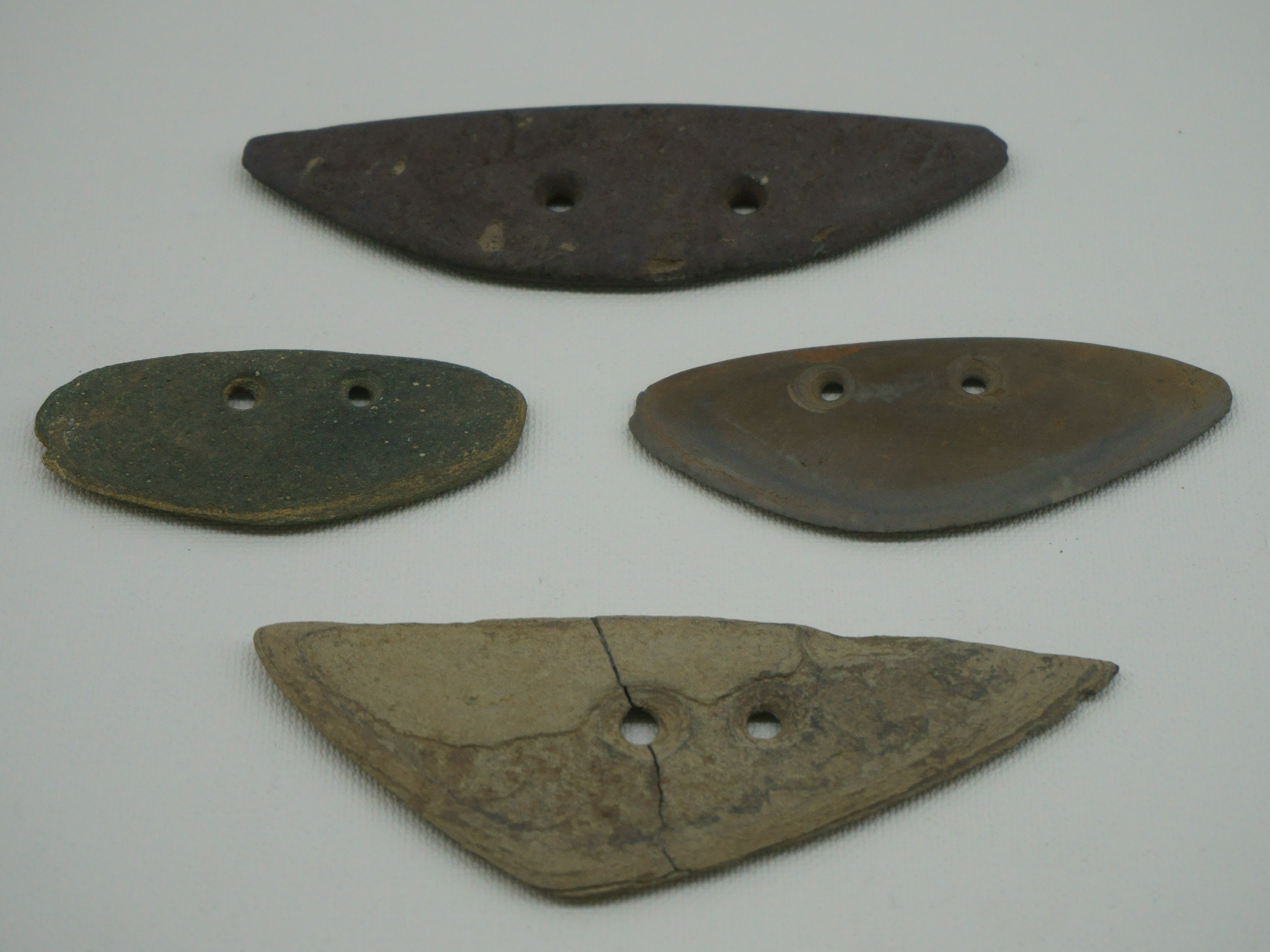
Кам'яні ножи-серпи (Музей префектури Івате).

Кам'яний ніж-серп (яп. 石包丁, 石庖丁, いしぼうちょう, ісіботьо, «кам'яний тесак») — різновид кам'яного знаряддя середини — кінця другої половини 1 тисячоліття до Р.Х. в Японії. Використовувався як серп для збирання врожаю злакових культур. З'явився у Японії наприкінці періоду Дзьомон з появою рисівництва і набув поширення у період Яйой розвитком землеробства.
Аналоги знаряддя знаходять у Кореї і Східному Китаї. Подібні перші ножі-серпи знаходять у стоянках культури Яншао 5 — 3 століть до Р. Х.

## Короткі відомості
Кам'яний ніж-серп виготовлявся з відщипа еліпсоїдної чи прямокутної форми. Один край знаряддя заточувався, а інший залишався тупим.
Існувало два типи цих ножів — шліфований і битий. Вони відрізнялися способом кріплення на руці. У шліфованого ножа-серпа в області тупого краю розміщувалися дві дірки, через які протягалася мотузка, що закріплювала знаряддя на пальці. У битого ножа замість дірок містився паз, що проходив по середині знаряддя з обох боків, в якому закріплялася мотузка. Серед знайдених ножів переважають шліфовані зразки.
Під час збору врожаю подібні ножі-серпи часто тупилися, тому їх або точили наноново або викидали й використовували нові.
Існували аналоги мушлевих, кістяних і дерев'яних ножів-серпів. У місті Ямасіка префектурі Кумамото було знайдено залізний ніж-серп. Однак подібні варіації є рідкісними.